# Pogrom (banda)
Pogrom es una banda de death metal procedente de Salta, Argentina. Es considerada como banda pionera dentro del estilo en el norte argentino. Fue formada a principios de los 90.

## Historia
Pogrom empezó su largo derrotero sacando pequeñas producciones, auto-gestionando recitales tanto en Salta como en la vecina provincia de Jujuy, lugares vírgenes para el metal extremo, pero fértiles por lo acérrimo de su gente. Lentamente se fue constituyendo lo que luego sería la escena extrema más respetada de la Argentina. En este contexto POGROM produce el siguiente material: "Extremaunción" (demo 1991) "Coprófago" (demo 1993) "Flagellum Daemonum" (pro-tape 1995) editado por Carlos Zárate & Stormsouls y "Trotzperiode" (CD 1997) editado por Marcelo Zelaya & Extremo Norte Extremo. Luego tras un periodo de inactividad POGROM regresa en 2010 , en el 2011 edita " Paroxysmal Attacks" (Rehearsal) y en el 2013 Raul Orellana funda Schizophrenia records y edita "Dominor Pactum" (Full Length) en formato digipack .En el 2014 RPM producciones & Demons distro, realizan una reedición en pro-tape del demo "Coprofago". 2015 se edita "Colossus", álbum doble que incluye la reedición de "Trotzperiode" Actualmente Pogrom trabaja en su próxima producción. Durante la pandemia del covid19, falleció Fernando Nava.

## Miembros

### Actuales
- Dario Ordoñez - guitarra (1990 - presente).
- Fernando Nava - bajo voces (2008- 2020).
- Franco Espinoza - batería (2010 - presente).

### Anteriores
Bajo
- Marcelo Rios - (Extrema Unción - Demo)
- Elio Perrota - (Coprófago - Demo)
- Miguel Di Forte - (Flagellum Daemonum - Pro-Tape)
- Arnaldo Montenegro (Trotzperiode - Full-length)

Batería
- Roberto Veliz - (Extrema Unción - Demo)
- Martin Silvestre - (Flagellum Daemonum - Pro-Tape)
- Alberto Fernández - (Presentación en vivo)
- Marcelo Rios - (Trotzperiode - Full-length)

Guitarras
- Federico Solano - (Coprófago - Flagellum Daemonum - Trotzperiode - Colossus  )
- Marcelo Farfán - (Presentación en vivo)
- Alejandro Medina - (Presentación en vivo)

Voz
- Enrique Rodríguez - (Extrema Unción - Demo)
- Elio Perrota - (Coprófago - Demo)
- Miguel Di Forte - (Flagellum Daemonum - Pro-Tape)

## Discografía

### Álbumes
- Trotzperiode  (1997)
- Dominor Pactum (2013)
- Colossus (2015)
- Murmur (2018)

### Demos
- Extrema Unción (1991)
- Coprófago 1993)
- Flaagellum Daemonum (1995)
- Paroxysmal Attack (2011)

### Split
- La unión hace la fuerza - Devastacion/Pogrom (2013)

## Videoclips
- Satana
- Mammon
- Asmodeus